# Véronique (Rakete)

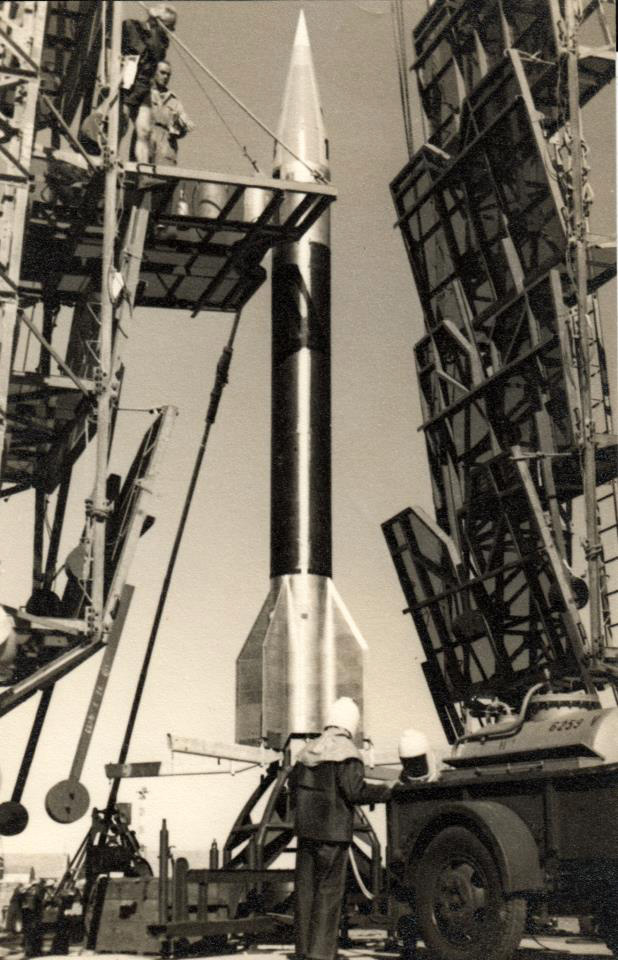
Véronique-Rakete 1953 in Algier

Véronique ist die Bezeichnung einer französischen Höhenforschungsrakete mit Flüssigtreibstoffantrieb. Die Konstruktion beruhte auf dem deutschen Aggregat 4. Sie wurde im Anfang der französischen Weltraumforschung vielfach eingesetzt, zunächst von zwei Startplätzen des Centre interarmées d’essais d’engins spéciaux in der Sahara (Colomb-Béchar und Hammaguir), dann in Kourou (Französisch-Guyana). Die Véronique wurde zwischen 1950 und 1969 in mehreren Versionen gebaut, von denen die Versionen P2, P6 und R nur Versuchsmuster waren.

## Véronique AGI
- Gipfelhöhe: 210 km
- Nutzlast: 60 kg
- Startschub: 40,00 kN.
- Startmasse: 1342 kg
- Durchmesser: 0,55 m
- Länge: 7,10 m
- Treibstoff: Salpetersäure/Terpentin

## Véronique N
- Gipfelhöhe: 65 km
- Startschub: 40 kN
- Startmasse: 1100 kg
- Durchmesser: 0,55 m
- Länge: 6,50 m
- Treibstoff: Salpetersäure/Kerosin

## Véronique NA
- Gipfelhöhe: 135 km
- Startschub: 40 kN
- Startmasse: 1435 kg
- Durchmesser: 0,55 m
- Länge: 7,30 m
- Treibstoff: Salpetersäure/Kerosin

Die Véronique NA-14 war am 21. Februar 1954 die erste französische Rakete, die eine Gipfelhöhe von über 100 km erreichte.

## Véronique P2
- Gipfelhöhe: 2 km
- Startschub: 20 kN
- Länge: 6,00 m
- Treibstoff: Feststofftreibstoff

## Véronique P6
- Gipfelhöhe: 2 km
- Startschub: 20 kN
- Länge: 6,00 m
- Treibstoff: Feststofftreibstoff

## Véronique R
- Gipfelhöhe: 2 km
- Startschub: 40 kN
- Startmasse: 1000 kg
- Durchmesser: 0,55 m
- Länge: 6,00 m
- Treibstoff: Salpetersäure/Kerosin